# جايسون تاكر
جايسون تاكر (بالإنجليزية: Jason Tucker)‏ (3 فبراير 1973 في المملكة المتحدة - ) هو لاعب كرة قدم بريطاني في مركز الوسط. لعب مع نادي إنفيلد ونادي هايز ونادي ييدينغ ‏ ونادي ألدرشوت وبيشوب ستورتفورد وAylesbury United F.C. ‏ ونادي ألدرشوت تاون وHanwell Town F.C. ‏.